# (3825) Nürnberg
(3825) Nürnberg est un astéroïde de la ceinture principale.

## Description
(3825) Nürnberg est un astéroïde de la ceinture principale. Il fut découvert le 30 octobre 1967 à Bergedorf par Luboš Kohoutek. Il présente une orbite caractérisée par un demi-grand axe de 2,24 UA, une excentricité de 0,09 et une inclinaison de 5,1° par rapport à l'écliptique.

## Compléments